# Джеймс Фенімор Купер
Джеймс Фе́німор Ку́пер (англ. James Fenimore Cooper; 15 вересня 1789, Бурлінгтон, штат Нью-Джерсі — 14 вересня 1851, Куперстаун, Нью-Йорк) — американський письменник-романтик, один із засновників жанру авантюрного роману. Світову славу письменнику принесла пенталогія «Шкіряна Панчоха», до якої увійшли пригодницькі романи «Піонери», «Останній з могікан», «Прерія», «Слідопит» та «Звіробій».

## Біографія

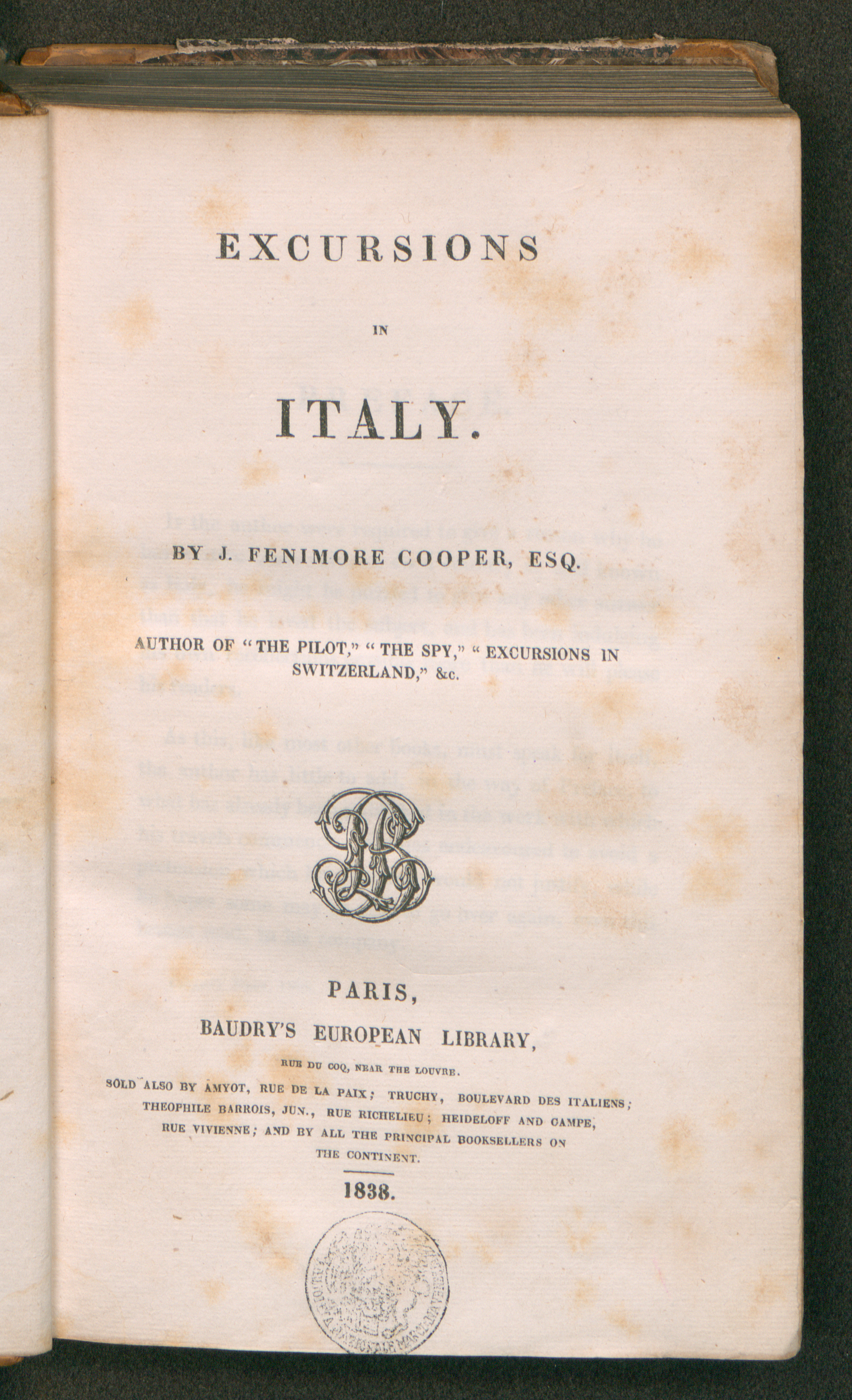
Excursion in Italy, 1838

Джеймса Фенімора Купера називають «американським Вальтером Скоттом», тому що він осмислив історію своєї молодої країни. Але не тільки про історію США писав Купер. Його романи розділяються на такі типи: історичні («Шпигун», «Браво», «Кат», «Два адмірали» та ін.); морські («Лоцман», «Червоний корсар», «Пірат» та ін.); сімейні хроніки («Чортів палець», «Землемір», «Червоношкірі»), романи-памфлети («Монікіни»), публіцистичні романи («Додому», «Вдома»). Основним твором Купера вважається пенталогія про Шкіряну Панчоху (її ще, не зовсім точно, називають циклом «романів про індіанців»). До пенталогії про Шкіряну Панчоху входять романи «[http://mreadz.com/new/index.php?id=357591%5Bнедоступне+посилання+з+травня+2019%5D Піонери][недоступне посилання з серпня 2019]» (1823), «Останній з могікан» (1826), «[http://mreadz.com/new/index.php?id=357592%5Bнедоступне+посилання+з+травня+2019%5D Прерія][недоступне посилання з серпня 2019]» (1827), «Слідопит» (1840) i «Звіробій» (1841).
Купер почав свій творчий шлях як письменник американської демократії. В ранніх романах («Шпигун», «Лоцман»), а також у творах, які з'явилися як результат мандрів Європою («Браво», «Кат»), Купер підкреслює перевагу республіканського устрою над монархічним. У передмові до «Шпигуна» він відмовляється від запозичених «замків, лордів та інших атрибутів англійських романів» і заявляє, що він писатиме про «американські звичаї». Захоплене до мелодраматизму ставлення до американських звичаїв проявляється у звеличенні подвигу простої людини. У романі «Шпигун» дрібний торговець Гарвей Бірч, ризикуючи життям, робить усе заради свободи своєї країни від англійського володарювання, і коли президент Вашингтон вручає Бірчу грошову винагороду за проявлену мужність, Гарвей відмовляється від неї. Тому що він служив США не заради грошей. Пізніше ставлення до Америки почне змінюватися. Купер зверне увагу на зникнення низки племен індіанців, на насильство «нації промисловців» над природою. Природа відіграє в творчості Купера особливу роль. Він запозичив у Скотта низку прийомів (зокрема структуру роману, де історичні особистості служать фоном розвитку подій, а вигадані персонажі опиняються на авансцені), принцип зображення світу через «народний рух історії». Але в творчості Скотта природа ніколи не відігравала такої ролі, яку вона відіграє у Купера.
Багатство дикої природи спровокувало новий підхід. Головним героєм роману «Лоцман» є море, яке Купер знав дуже добре (перш, ніж стати письменником, він зробив кар'єру морського офіцера). Одним із головних героїв пенталогії про Шкіряну Панчоху є дика природа американських прерій, могутня стихія, помірятися силою з якою може тільки дуже вольова людина. Такою людиною є слідопит і мисливець Натті Бумпо, якого його друзі-індіанці через незвичні для них чоботи прозвали Шкіряною Панчохою. Пенталогія показує нам все життя цієї дивної людини, яка приїхала до Америки майже підлітком, тоді, коли континент тільки почав освоюватися, прожила в диких лісах все життя і на старість стала жертвою тієї Америки, якій колись так відважно прокладала шляхи через дику природу. Дружба з індіанцями навчила Натті не боятися природи, яка ніколи не образить того, хто прийшов до неї з добром. А от «нова Америка» з її містечками, кабаками і приватною власністю на землю, відштовхує старого мисливця. Він звик жити полюванням і вбив оленя. Звідки ж йому було знати, що тепер ця земля належить судді Темплю, і там не те що полювати, а навіть і ходити заборонено. Темпль притягує старого до юридичної відповідальності. Його не турбує, що, як би не Шкіряна Панчоха і не індіанці, такі, як Чінгачгук (якого тепер звуть Джон), ніякого Темпльтауна на чолі із Темплем не існувало б. Натті втікає з-під арешту, і старого розвідника лісів, посланця білих до індіанців цькують, наче скажену собаку. Тому що жадібність стала головною рисою «нових американців». Індіанець Джон згадує: «Жили тут наші предки на березі озера, жили мирно… Але прийшли білі й принесли із собою довгі ножі і ром… вони заволоділи нашими лісами; злий дух жив у їхніх бочках із ромом, і вони напустили його на нас». Індіанець Джон і є тим останнім із могікан, якому присвячено однойменний роман.
Купер не був противником цивілізації, але вважав, що вона повинна стверджуватися мирним шляхом, без кровопролиття і масових вбивств. Роман «Звіробій» завершується жахливою картиною розправи колоніальних військ над індіанським племенем гуронів. За розправою спостерігає велична й прекрасна природа, але й вона скоро виявиться спаплюженою: прерії перетворяться на пустелі, ліси буде вирубано, чисті джерела пересохнуть, живий світ лісів і степів загине. І зроблять усе це ті, кого Купер назвав «монікінами». Однойменний роман, якого було написано під впливом спадщини англійського сатирика XVIII ст. Джонатана Свіфта, розповідає про дві різні породи мавп: Високоплигаючих і Низькоплигаючих. Мавпи створили власні суспільства, які письменник і досліджує. Високоплиги мають довгий хвіст і дуже люблять шанувати традиції. Вони поклоняються трону і королю. У Низькоплигів хвіст короткий, але вони жирніші і міцніші. За Високоплигами і Низькоплигами легко впізнаються англійці з їхніми непохитними традиціями і американці з їхніми проблемами. «Дослідник» приходить до висновку: між довгохвостими і короткохвостими мавпами особливої різниці не існує. Тому що, як перше, так і друге співтовариство має єдину релігію, втіленням якої є Великий Грошовий Інтерес. І тому, настільки колись різні тварини, перетворилися на єдиний вид — вид «монікіна» (від англ. man — людина + monkey — мавпа + money — гроші).
Купер став першим американським письменником, ім'я якого вийшло за кордони США. Вважається, що він відкрив європейцям Америку, створив національне обличчя американця як у позитивному, так і в негативному сенсі, і навіки прославив людину честі і мужності.

## Твори

### Художні
| Рік видання | назва англійською                                                                      | назва українською                                                       | жанр       |
| ----------- | -------------------------------------------------------------------------------------- | ----------------------------------------------------------------------- | ---------- |
| 1820        | Precaution                                                                             | Обережність                                                             | роман      |
| 1821        | The Spy: A Tale of the Neutral Ground                                                  | Шпигун, або Повість про нейтральну територію                            | роман      |
| 1823        | Tales for Fifteen                                                                      | Казки для п'ятнадцятирічних                                             | оповідання |
| 1823        | The Pioneers: or, The Sources of the Susquehanna                                       | Піонери, або Витоки Сасквеганни                                         | роман      |
| 1823        | The Pilot: A Tale of the Sea                                                           | Лоцман (Казка про море)                                                 | роман      |
| 1825        | Lionel Lincoln; or, The Leaguer of Boston                                              | Лайонель Лінкольн, або Облога Бостона                                   | роман      |
| 1826        | The Last of the Mohicans: A Narrative of 1757                                          | Останній з могікан (Розповідь про 1757 рік)                             | роман      |
| 1827        | The Prairie                                                                            | Прерія                                                                  | роман      |
| 1828        | The Red Rover                                                                          | Червоний корсар                                                         | роман      |
| 1829        | The Wept of Wish-ton-Wish                                                              | Долина Віш-тон-Віш                                                      | роман      |
| 1830        | The Water-Witch; or, The Skimmer of the Seas                                           | Морська чарівниця, або Мандрівник по морям                              | роман      |
| 1831        | The Bravo                                                                              | Браво                                                                   | роман      |
| 1832        | The Heidenmauer; or, The Benedictines, A Legend of the Rhine                           | Гайденмауер, або Бенедектинці (Легенда Рейну)                           | роман      |
| 1833        | The Headsman; or, The Abbaye des Vignerons                                             | Кат, або Абатство виноробів                                             | роман      |
| 1835        | The Monikins                                                                           | Монікіни                                                                | роман      |
| 1838        | Homeward Bound; or, The Chase: A Tale of the Sea                                       | Говард Боунд                                                            | роман      |
| 1838        | Home as Found                                                                          | Відшукана домівка                                                       | роман      |
| 1840        | The Pathfinder; or, The Inland Sea                                                     | Слідопит, або Внутрішнє море                                            | роман      |
| 1840        | Mercedes of Castile; or, The Voyage to Cathay                                          | Мерседес із Кастилії, або Подорож до Катаю                              | роман      |
| 1841        | The Deerslayer; or, The First War-Path                                                 | Звіробій, або Перша стежка війни                                        | роман      |
| 1842        | The Two Admirals                                                                       | Два адмірали                                                            | роман      |
| 1842        | The Wing-and-Wing; or, Le Feu-Follet                                                   | Блукаючий вогник                                                        | роман      |
| 1843        | Wyandotté; or, The Hutted Knoll                                                        | Вайндотте, або Будинок на пагорбі                                       | роман      |
| 1844        | Afloat and Ashore; or, The Adventures of Miles Wallingford                             | На суші і на морі: або Пригоди Майлза Велінгфорда                       | роман      |
| 1844        | Miles Wallingford                                                                      | Майлз Велінгфорд                                                        | роман      |
| 1845        | Satanstoe; or, The Littlepage Manuscripts: A Tale of the Colony                        | Сатанстоу, або Нотатки із записника: Розповідь про колонії              | роман      |
| 1845        | The Chainbearer; or, The Littlepage Manuscripts                                        | Землемір, або Нотатки із записника                                      | роман      |
| 1846        | The Redskins; or, Indian and Injin: Being the Conclusion of the Littlepage Manuscripts | Червоношкірі, або Індіанець та інджін: завершення нотатків із записника | роман      |
| 1847        | The Crater; or, Vulcan's Peak: A Tale of the Pacific                                   | Кратер, або Вершина вулкану: Розповідь про Тихий океан                  | роман      |
| 1848        | Jack Tier; or, The Florida Reef                                                        | Джек Тиер, або Флорида риф                                              | роман      |
| 1848        | The Oak Openings; or, The Bee-Hunter                                                   | Дубовий гай, або Мисливець за бджолами                                  | роман      |
| 1849        | The Sea Lions; or, The Lost Sealers                                                    | Морські леви, або Загублені мисливці на тюленів                         | роман      |
| 1850        | The Ways of the Hour                                                                   | Нові віяння                                                             | роман      |
| 1850        | Upside Down; or Philosophy in Petticoats                                               | У безладі, або Філософія у спідниці                                     | п'єса      |
| 1850        | The Lake Gun                                                                           | Озеро Ган                                                               | оповідання |

## Серія книг про Шкіряну Панчоху

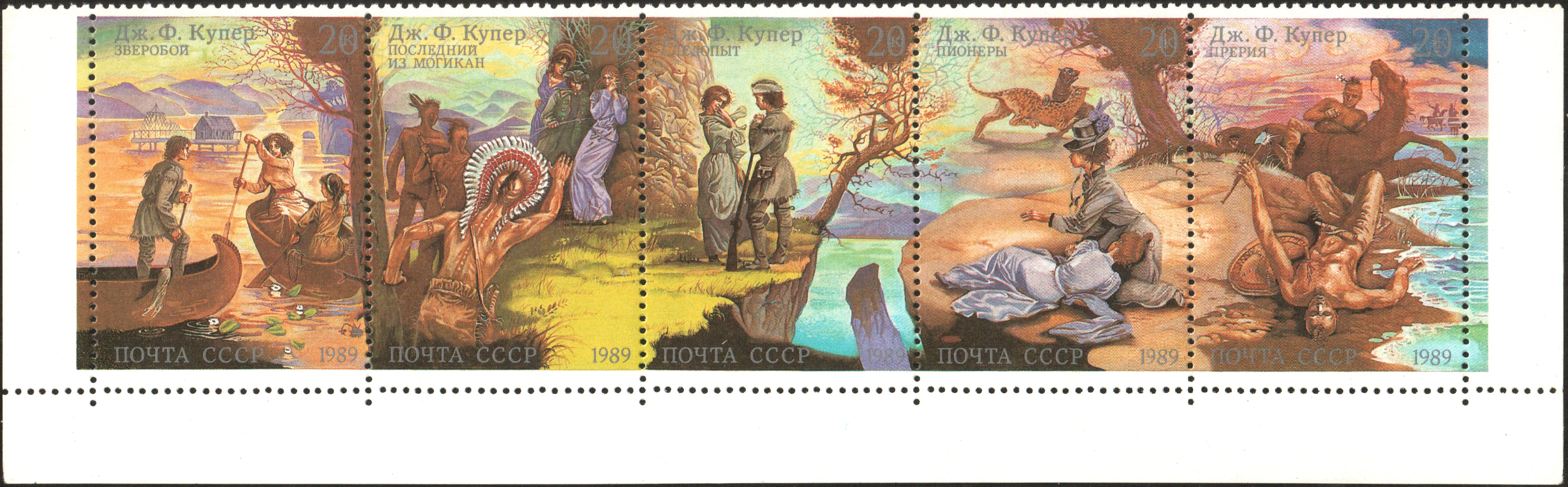
Поштові марки СРСР (1989), присвячені серії романів Фенімора Купера.

| Дата публікації | Назва              | Назва в оригіналі        | Роки, які описані в книзі |
| --------------- | ------------------ | ------------------------ | ------------------------- |
| 1841            | Звіробій           | The Deerslayer           | 1740–1755                 |
| 1826            | Останній з могікан | The Last of the Mohicans | 1757                      |
| 1840            | Слідопит           | The Pathfinder           | 1757–1759                 |
| 1823            | Піонери            | The Pioneers             | 1793                      |
| 1827            | Прерія             | The Prairie              | 1804                      |

## Українські переклади
Українською мовою перекладено наступні твори Купера:
- Купер Д.-Ф. Зьвіробийник / Джон Фенїмор Купер; Із скороченого німецького видання Павла Моріца переклав Онуфрій Пашук. — Львів: Накладом укр.-руської Видавн. Спілки. Друк. Наук. Т-ва ім. Шевченка. Під зарядом К. Беднарського, 1905. — 283 с. — (Літературно-наукова Біблїотека / Відп. за ред. В. Гнатюк; Ч[исло] 94/96).
- Купер Джеймс. Соколине око. Оповіданнє з часів племінних боротьб в Америці. Переклав «Крукове крило» [Юліян Редько]. — Станиславів: Друк. Данкевича, 1924. — 57 с. — (Бібліотека «Українського пласту», Ч. 1.)
- Купер, Фенімор. Шпигун. Роман. Перекл. [з рос.[?]: Л[изавета]. Кардиналовська. — [Харків]: «Пролетарій», [1928]. — 203 с., портр., рис.
- Купер, Фенімор. Звіробій. Роман. Пер. [з рос.[?] О[лекса]. Байкар. — [Харків]: Пролетарій, [1928]. — 275/6 с.
- Купер, Фенімор. Слідогляд: Скорочене вид. / Пер. [з рос.[?] М[ихайло]. Лебединець. — Харків [– Одеса]: Пролетарій, [1928]. — 256 с.
- Купер Джеймс. Останній з Могікан. Переклад з англійської: Микола Іванов. — Харків: Дитвидав, 1938. — ? стор.
- Купер, Фенімор. Звіробій. [Для серед. шкільного віку]. З англ. переклав Л. Солонько (розд. I—XXIV), О. Терех (розд. XXV—XXXII). Іл.: Б. Брок / Фенімор Купер. — К. : «Веселка», 1968. — 739 c. з іл. — («У світі пригод».)
- Купер, Фенімор Джеймс. Останній з могікан. [Для серед. шкільного віку. Пер. з англ. Ростислава Доценка. Іл.: Б. Брок]. / Джеймс Фенімор Купер. — К. : «Веселка», 1969. — 510 с. з іл. — («У світі пригод».)
- Купер, Д. Ф. Слідопит, або суходільне море [Текст] ; З англ. переклав Ілько Корунець / Д. Ф. Купер. — К. : Веселка, 1972. — 790 с. — («Пригоди. Фантастика»).
- Купер Дж. Ф. Піонери. Роман. Для серед. шкіл. в. (Пер. з англ. Є. Д. Крижевича. Післямова Н. М. Ейшискіної. Худож. оформл. Д. О. Заруби. Мал. Г. Брока). — К.: Веселка, 1980. — 356 с., іл.
  - Перевидання: Купер Джеймс Фенімор. Піонери, або Біля витоків Саскуеханни. Роман: Для серед. шк. в. / Пер. з англ. Є. Крижевича. — Тернопіль: Навчальна книга — Богдан; К.: Веселка, 2005. — 352 с. — (Бібліотека світової літератури для дітей у 100 томах «Світовид». Серія друга. Література XIX ст.)
- Купер Д. Ф. Прерія: Роман: Для серед. та старшого шк. віку / Джеймс Фенімор Купер ; Пер. з англ. Є. Крижевича; Післямова Н. Ейшискіної. — К. : Веселка, 1982. — 366с. — (Бібл. сер.).
- Купер Ф. Останній з могікан: Роман / Пер. з англ. І. В. Муращик. — Л.: Видавничий дім «Панорама», 2002. — 224 с.: іл. 8 — (Серія «Класика»).
- Купер Дж. Ф. Звіробій / Пер. з англ. Володимир Верховень. — Х.: КСД, 2018. — 240 с. — (Бібліотека пригод.)

За інформацією дніпровського краєзнавця Миколи Чабана, якісь твори Фенімора Купера було перекладено Марією Лисиченко й опубліковано в часописі «Червоні квіти» або «Життя й революція».